# A könyv és a szerzői jog világnapja
A könyv és a szerzői jog világnapja az UNESCO 1995. évi párizsi konferenciáján kinyilvánított, évente április 23-án tartott nemzetközi akciónap, a könyvek és az olvasás ünnepe. Az ünnepet először a következő évben, 1996-ban rendezték meg, azóta több mint száz országban jegyzik.
1616. április 23. a világirodalom két klasszikusa, Cervantes és Shakespeare, valamint a nálunk alig ismert perui író, Inca Garcilaso de la Vega halálának dátuma. Ez a dátum szinte kínálta magát arra, hogy ezen a napon tisztelegjen a világ a könyvek és a szerzők előtt, és hogy bíztassák az embereket, különösen a fiatalokat, hogy fedezzék fel az olvasás örömét.
A könyv világnapjának ötlete és dátuma egy katalán hagyományból ered, ahol április 23-án a férfi vörös rózsát ad a nőnek, aki ezt ajándékkönyvvel viszonozza.